# Rio Arsuri
O Rio Arsuri é um rio da Romênia afluente do rio Tişiţa Mică, localizado no distrito de Vrancea.